# Football Club Catanzaro 2008-2009
Questa pagina raccoglie le informazioni riguardanti il Football Club Catanzaro nelle competizioni ufficiali della stagione 2008-2009.

## Rosa
| N. |                           | Ruolo | Calciatore                  |
| -- | ------------------------- | ----- | --------------------------- |
|    | Italia (bandiera)         | C     | Alessandro Armenise         |
|    | Italia (bandiera)         | C     | Giuseppe Benincasa          |
|    | Italia (bandiera)         | C     | Pasquale Berardi            |
|    | Italia (bandiera)         | C     | Alessandro Bruno            |
|    | Italia (bandiera)         | A     | Massimiliano Caputo         |
|    | Italia (bandiera)         | C     | Carlo Cardascio             |
|    | Italia (bandiera)         | D     | Ivano Ciano                 |
|    | Italia (bandiera)         | A     | Francesco Corapi            |
|    | Italia (bandiera)         | A     | Cristian Luis Criniti       |
|    | Italia (bandiera)         | D     | Ciro De Franco              |
|    | Costa d'Avorio (bandiera) | A     | Moussa Diarra               |
|    | Italia (bandiera)         | D     | Roberto Di Maio             |
|    | Italia (bandiera)         | D     | Giovanni Giuseppe Di Meglio |
|    | Italia (bandiera)         | A     | Nicola Falomi               |

| N. |                      | Ruolo | Calciatore           |
| -- | -------------------- | ----- | -------------------- |
|    | Italia (bandiera)    | A     | Salvatorino Frisenda |
|    | Italia (bandiera)    | C     | Rosario Gaglione     |
|    | Italia (bandiera)    | D     | Roberto Gimmelli     |
|    | Italia (bandiera)    | C     | Christian Iannelli   |
|    | Italia (bandiera)    | P     | Roberto Mancinelli   |
|    | Italia (bandiera)    | C     | Fabio Mangiacasale   |
|    | Argentina (bandiera) | A     | Mauro Marchano       |
|    | Italia (bandiera)    | A     | Antonio Montella     |
|    | Italia (bandiera)    | D     | Francesco Montella   |
|    | Italia (bandiera)    | P     | Alessandro Parisi    |
|    | Italia (bandiera)    | C     | Andrea Pippa         |
|    | Italia (bandiera)    | C     | Giuseppe Sorrentino  |
|    | Italia (bandiera)    | D     | Giovanni Tomi        |
|    | Italia (bandiera)    | C     | Claudio Zaminga      |